# Гур'єва Юлія Валеріївна
Ю́лія Вале́ріївна Гу́р'єва (до шлюбу Купцо́ва; нар. 27 березня 1968, Омськ, РСФРР, СРСР) — радянська і українська художниця. Членкиня Національної спілки художників України. Дочка живописців Валерія й Тетяни Купцових.

## Життєпис
Народилася 27 березня 1968 року в місті Омськ в сім'ї художників Валерія і Тетяни Купцових. Разом з батьками у 1971 році переїхала до Миколаєва.
У 1987 році закінчила Одеське художнє училище. З того ж року бере участь в обласних і республіканських мистецьких виставках.
Членкиня Національної спілки художників України з 1995 року.
У 2004 році закінчила Миколаївську філію Київського національного університету культури і мистецтв.
Учасниця багатьох всеукраїнських та міжнародних мистецьких виставок. Мала також персональні виставки у Миколаєві (1995, 1997, 2001—2002, 2004, 2023), Південному (1995), Кельні (1997) і Оттаві (1999). Твори художниці зберігаються в обласному художньому музеї міста Миколаїв.
Одружена з художником Владиславом Гур'євим. Є діти. Постійно проживає в Миколаєві.

## Вибрані твори
- Серія вітражів для Миколаївського театру драми та музичної комедії (1993);
- Проєкт оформлення пасажирського парому «Каледонія» (1997, Одеса);
- «Персонажі» (1991);
- «Вишня дозріла» (1997);
- «Оголена» (2000);
- «Приміряймо», «Блазень» (обидва — 2001);
- «З вишневим смаком», «Українські зелені свята» (обидва — 2004);
- «Блазень, який лежить», диптих «Яблучний Спас» (обидва — 2005);
- «Розмова», «Гортензії» (обидва — 2006).